# Tennis Borussia Berlin
Il Tennis Borussia Berlin e.V., più comunemente noto in italiano come Tennis Borussia Berlino o TeBe Berlino, è una società calcistica tedesca di Berlino. Il nome trae origini da un club di tennis e ping pong e da Borussia nome latino della Prussia. Attualmente milita in Regionalliga Nordost, un girone della quarta divisione del calcio tedesco.

## Storia
Fondato nel 1902, il club costituì la squadra calcistica l'anno successivo; fin dall'inizio divenne un'acerrima rivale della squadra leader della città, l'Hertha Berlino. Vinse il suo primo campionato cittadino nel 1932 e si ripeté nel 1941, battendo l'Hertha 8-2.
Dopo la fine della seconda guerra mondiale, il TeBe cominciò ad imporsi come una delle squadre più forti della città, ma non fu capace di conquistarsi un posto valido per partecipare alla prima edizione della Bundesliga nel 1963. Tra gli anni sessanta e gli anni settanta la compagine giocò sempre in seconda divisione (Regionalliga e Zweite Bundesliga), eccezion fatta per due stagioni disputate in massima serie (1975, 1977), dove però la squadra si classificò in entrambe le stagioni al penultimo posto. Negli anni ottanta la squadra giocò per la maggior parte in terza divisione.
Nel 1998, grazie ad uno sponsor, la squadra riuscì a rinforzarsi abbastanza per conquistare la promozione in Zweite Bundesliga, ma nel 2000, a causa delle eccessive spese, fallì e fu relegata per la stagione successiva in Regionalliga Nord (III), dove terminò all'ultimo posto nel 2001. Nel 2008 si è classificata al primo posto in Oberliga Nordost (V) ed è stata promossa in Regionalliga Nord.
Anche a seguito di difficoltà finanziarie, negli anni successivi il club è retrocesso prima in Oberliga e poi in VI serie Berlin Liga. Salvato dalla sparizione grazie all'aiuto economico dei tifosi, nella stagione 2014-15 ha vinto il campionato di VI serie, risalendo in Oberliga Nordost (V).

## Palmarès

### Competizioni nazionali
- 2. Fußball-Bundesliga: 1

1975-1976
- Fußball-Regionalliga: 5

1964-1965 (Regionalliga Berlino), 1973-1974, 1995-1996 (Regionalliga Nord-Est), 1997-1998 (Regionalliga Nord-Est)

### Competizioni regionali
- Oberliga Berlin: 4

1949-1950, 1950-1951, 1951-1952
- NOFV-Oberliga: 2

1992-1993, 2008-2009
- Coppa dello stato federale di Berlino: 13

1931, 1949, 1951, 1964, 1965, 1973, 1984, 1993, 1995, 1996, 1998, 2002, 2008
- Gauliga Berlin-Brandenburg: 1

1940-1941

### Altri piazzamenti
- Coppa di Germania:

Semifinalista: 1993-1994
- Fußball-Regionalliga:

Secondo posto: 1963-1964 (Regionalliga Berlino)
- Oberliga Berlin:

Secondo posto: 1948-1949, 1954-1955, 1956-1957
- Gauliga Berlin-Brandenburg:

Secondo posto: 1941-1942